# Josh Onomah
Joshua "Josh" Onomah, né le 27 avril 1997 à Enfield (Angleterre), est un footballeur anglais qui évolue au poste de milieu de terrain au Blackpool FC.

## Biographie

### En club
Le 14 janvier 2015, il fait ses débuts avec Tottenham Hotspur lors d'un match de Coupe d'Angleterre face au Burnley FC (victoire 4-2). Le 21 septembre 2016, Onomah marque son premier but sous le maillot de son club formateur contre Gillingham en Coupe de la Ligue anglaise (5-0).
Le 4 août 2017, Onomah est prêté pour une saison à Aston Villa. Le lendemain, il participe à sa première rencontre avec les Villans à l'occasion d'une rencontre de deuxième division anglaise contre Hull City (1-1). Le 25 août 2017, Josh Onomah inscrit son premier but avec Villa face à Bristol City (1-1). Il inscrit quatre buts en trente-sept matchs toutes compétitions confondues sous le maillot d'Aston Villa avant de réintégrer l'effectif des Spurs à l'issue de la saison.
Le 31 août 2018, Onomah est de nouveau prêté pour une saison, cette fois à Sheffield Wednesday, avec qui il joue quinze matchs.
Le 8 août 2019, il est transféré pour trois saisons au Fulham FC.
Le 31 janvier 2023, il rejoint Preston North End.

### En sélection
Le 11 octobre 2016, Onomah joue son premier match avec l'équipe d'Angleterre espoirs lors d'un match comptant pour les éliminatoires de l'Euro espoirs 2017 face à la Bosnie-Herzégovine (victoire 5-0).

## Statistiques
| Saison                | Club                       | Championnat           | Championnat | Championnat | Coupe(s) nationale(s) | Coupe(s) nationale(s) | Compétition(s) continentale(s) | Compétition(s) continentale(s) | Compétition(s) continentale(s) | Play-offs | Play-offs | Total | Total |
| Saison                | Club                       | Division              | M.          | B.          | M.                    | B.                    | Comp.                          | M.                             | B.                             | M.        | B.        | M.    | B.    |
| 2014-2015             | Tottenham Hotspur          | Premier League        | -           | -           | 1                     | 0                     | -                              | -                              | -                              | -         | -         | 1     | 0     |
| 2015-2016             | Tottenham Hotspur          | Premier League        | 8           | 0           | 4                     | 0                     | C3                             | 7                              | 0                              | -         | -         | 19    | 0     |
| 2016-2017             | Tottenham Hotspur          | Premier League        | 5           | 0           | 5                     | 1                     | C1                             | 2                              | 0                              | -         | -         | 12    | 1     |
| Sous-total            | Sous-total                 | Sous-total            | 13          | 0           | 10                    | 1                     | -                              | 9                              | 0                              | -         | -         | 32    | 1     |
| 2017-2018             | Aston Villa (prêt)         | Championship          | 33          | 4           | 3                     | 0                     | -                              | -                              | -                              | 1         | 0         | 37    | 4     |
| 2018-2019             | Sheffield Wednesday (prêt) | Championship          | 15          | 0           | -                     | -                     | -                              | -                              | -                              | -         | -         | 15    | 0     |
| Sous-total            | Sous-total                 | Sous-total            | 48          | 4           | 3                     | 0                     | -                              | -                              | -                              | 1         | 0         | 52    | 4     |
| 2019-2020             | Fulham FC                  | Championship          | 31          | 3           | 3                     | 0                     | -                              | -                              | -                              | 3         | 1         | 37    | 4     |
| 2020-2021             | Fulham FC                  | Premier League        | 11          | 0           | 4                     | 0                     | -                              | -                              | -                              | -         | -         | 15    | 0     |
| 2021-2022             | Fulham FC                  | Championship          | 20          | 1           | 2                     | 0                     | -                              | -                              | -                              | -         | -         | 22    | 1     |
| 2022-2023             | Fulham FC                  | Premier League        | 2           | 0           | -                     | -                     | -                              | -                              | -                              | -         | -         | 2     | 0     |
| Sous-total            | Sous-total                 | Sous-total            | 64          | 4           | 9                     | 0                     | -                              | -                              | -                              | 3         | 1         | 76    | 5     |
| 2022-2023             | Preston North End          | Championship          | 13          | 0           | -                     | -                     | -                              | -                              | -                              | -         | -         | 13    | 0     |
| Sous-total            | Sous-total                 | Sous-total            | 13          | 0           | -                     | -                     | -                              | -                              | -                              | -         | -         | 13    | 0     |
| 2024-2025             | Blackpool FC               | League One            | 10          | 1           | 3                     | 0                     | -                              | -                              | -                              | -         | -         | 13    | 1     |
| Sous-total            | Sous-total                 | Sous-total            | 10          | 1           | 3                     | 0                     | -                              | -                              | -                              | -         | -         | 13    | 1     |
| Total sur la carrière | Total sur la carrière      | Total sur la carrière | 148         | 9           | 25                    | 1                     | -                              | 9                              | 0                              | 4         | 1         | 186   | 11    |

## Palmarès

### En club
- Tottenham Hotspur
  - Vice-champion d'Angleterre en 2017.

- Fulham
  - Champion d'Angleterre de deuxième division en 2022.

### En sélection
- Angleterre -17 ans
  - Vainqueur du Championnat d'Europe en 2014.
- Angleterre -20 ans
  - Vainqueur de la Coupe du monde en 2017.